# Georg Pahl (Fotograf)

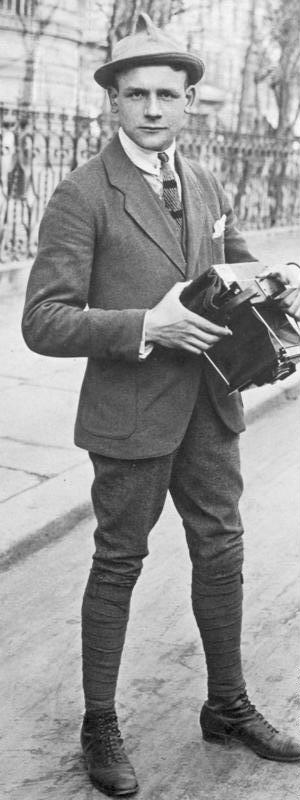
Georg Pahl, 1923

Georg Pahl (* 20. Oktober 1900; † 13. Mai 1963) war ein deutscher Pressefotograf und Journalist der 1920er und beginnenden 1930er Jahre. Pahl durchbrach 1923 die fotografische Anonymität Adolf Hitlers.

## Leben
Georg Pahl ging bei dem Berliner Berufsfotografen Heinrich Sanden, der 1919 die Firma Atlantic Photo gründete (ab 1930 „Atlantic“ Photo-Gesellschaft mbH), in die Lehre. Er machte sich am 4. März 1923 mit der Gründung der Fotoagentur A-B-C-Aktuelle-Bilder-Centrale, Georg Pahl selbstständig. Seine Firma betrieb er in Berlin-Steglitz.  Pahl konzentrierte sich mit seiner Fotoagentur vor allem auf wichtige politische Ereignisse, öffentliches Geschehen und Alltagsleben in der Weimarer Republik und der Zeit des Nationalsozialismus von 1923 bis 1936. 1944 war er einer der Kameraleute der Panorama-Farbmonatsschau.

### Begegnung mit Hitler
Adolf Hitlers Auftritte als Redner in den Jahren 1919 bis 1923 waren davon gekennzeichnet, dass er sich in der Öffentlichkeit nur hören, nicht aber wirklich sehen und vor allem nicht fotografieren ließ. Hitlers Kamerascheu hatte einen politischen Hintergrund: Da die NSDAP nach dem Republikschutzgesetz in Preußen am 15. November 1922 verboten wurde, war Hitler als Vorsitzender der Partei (Er hatte zu diesem Zeitpunkt noch die österreichische Staatsbürgerschaft und war somit kein deutscher Staatsbürger) bei Reisen auf preußischem Gebiet jederzeit der Gefahr einer polizeilichen Verhaftung ausgesetzt. Aus diesem Grund wollte er den preußischen Behörden kein Fahndungsfoto liefern.
Das erste Foto aus den frühen Jahren des politischen Aufstiegs Hitlers stammt von Georg Pahl. Während Hitler im April 1923 mit Ernst Hanfstaengl und weiteren Begleitern den Luna-Park in Berlin besuchte, wurde er von Pahl erkannt und fotografiert. Pahls Bericht nach stürzte sich Hitler sogleich auf ihn, um ihm die Fotokamera zu entreißen, was ihm allerdings nicht gelang. Hitler konnte Pahl schließlich davon überzeugen, die Fotonegative zu vernichten. Einige Monate später, am 2. September 1923, konnte Pahl Hitler während einer Parade auf dem Deutschen Tag in Nürnberg mit einem Schnappschuss fotografieren und vor SA-Männern fliehen. Georg Pahl durchbrach damit die fotografische Anonymität Hitlers. Diese Ereignisse bewegten Hitler dazu, fortan fest mit Heinrich Hoffmann als Porträtisten zusammenzuarbeiten.  Ab 1934 wurde Georg Pahl zu Veranstaltungen der NSDAP offiziell nicht mehr zugelassen.

## Sammlung
- Das Bundesarchiv

## Werke (Auswahl)

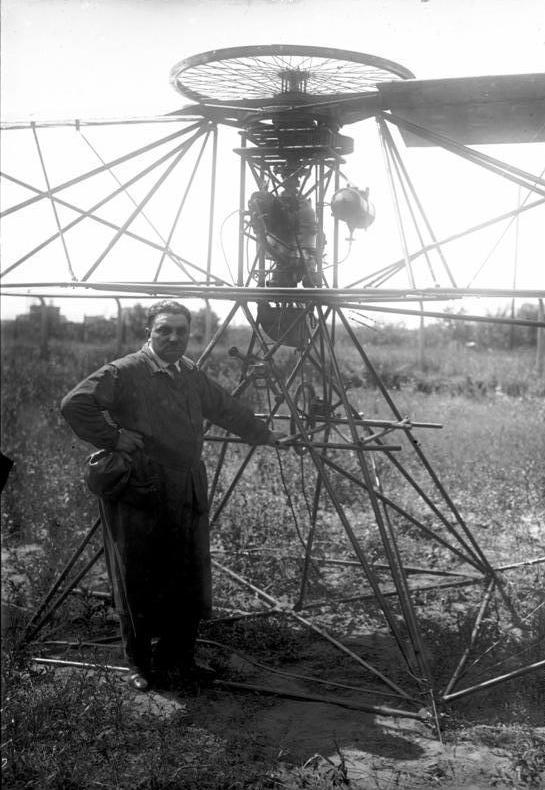
Oberingenieur und Erfinder Engelbert Zaschka mit Rotationsflugzeug, Berlin 1927
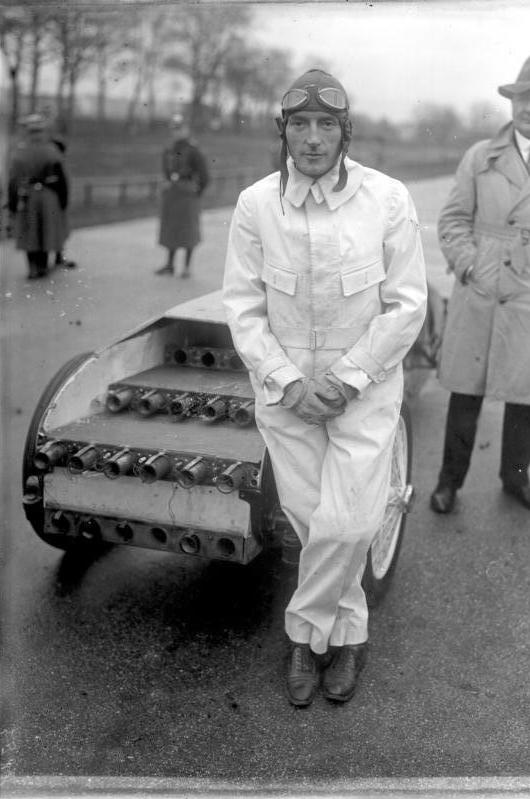
Ingenieur und Rennfahrer Kurt C. Volkhart vor seinem Raketen-Auto, Nürburgring 1929
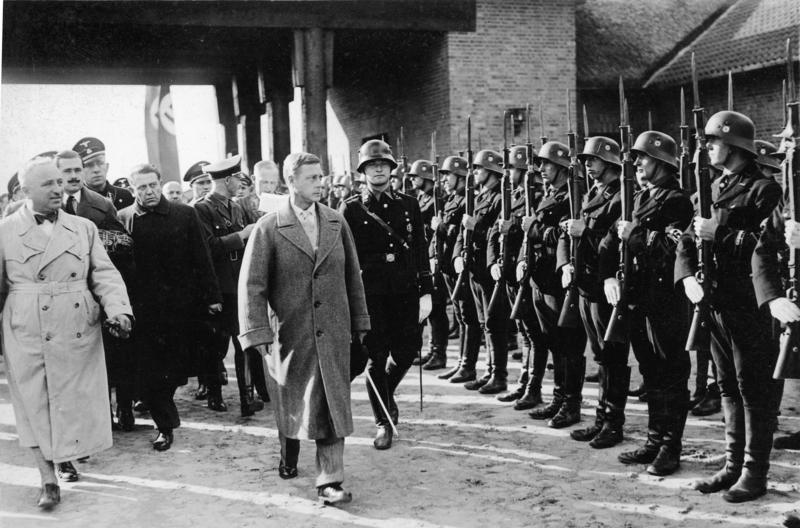
Eduard, Duke of Windsor, bei einem Besuch der Ordensburg Krössinsee 1937